# Кавчин (Косцянський повіт)
Кавчин (пол. Kawczyn, нім. Weidenau) — село в Польщі, у гміні Косцян Косцянського повіту Великопольського воєводства.
Населення — 158 осіб (2011).

## Демографія
Демографічна структура станом на 31 березня 2011 року:
|          | Загалом | Допрацездатний вік | Працездатний вік | Постпрацездатний вік |
| -------- | ------- | ------------------ | ---------------- | -------------------- |
| Чоловіки | 80      | 17                 | 57               | 6                    |
| Жінки    | 78      | 16                 | 46               | 16                   |
| Разом    | 158     | 33                 | 103              | 22                   |